# Verolanuova
Verolanuova est une commune italienne de la province de Brescia, dans la région Lombardie.

## Patrimoine
La basilica San Lorenzo conserve quelques chefs-d'œuvre. Du peintre baroque vénitien Andrea Celesti, on peut voir dans le retable du Maître Autel de l'abside, le Martyre de saint Laurent. Plus tard, il peignit pour la chapelle du saint Rosaire, l'Assomption de La Vierge en 1707, et La Nativité de La Vierge en 1711.

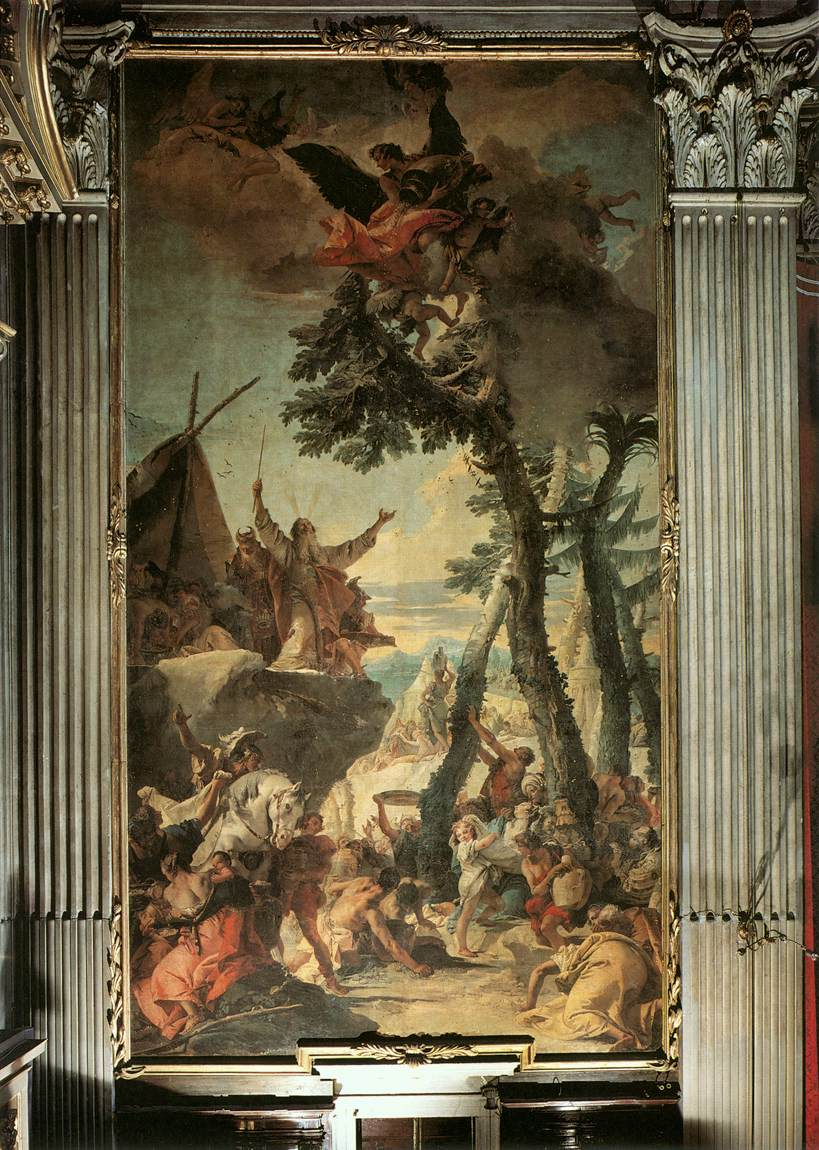
Giambattista Tiepolo, vers 1740
La Récolte de la manne

Giambattista Tiepolo a réalisé vers 1740, deux tableaux pour la chapelle du saint Sacrement : Le Sacrifice de Melchisedech de 1740 et La Récolte de la manne

## Administration
| Période                                  | Période   | Identité      | Étiquette | Qualité |
| ---------------------------------------- | --------- | ------------- | --------- | ------- |
| 26 mai 2014                              | au bureau | Stefano Dotti | Lega Nord | Maire   |
| Les données manquantes sont à compléter. |           |               |           |         |

### Hameaux
Breda Libera, Cadignano

### Communes limitrophes
Bassano Bresciano, Borgo San Giacomo, Manerbio, Offlaga, Pontevico, San Paolo, Verolavecchia

## Personnalités liées
- Luigi Nocivelli (1930-2006), entrepreneur italien, y est mort.